# SAS 시큐어 투모로우
SAS 시큐어 투모로우(SAS Secure Tomorrow)는 시티 인터랙티브사가 개발한 1인칭 슈팅 게임이다.

## 줄거리
영국의 한 교도소에서 Zaryan과 Chevall이라는 두 테러리스트가 탈옥하여 도주하자 이들을 제거하기 위해 SAS 대원들이 그들과 그 일당을 추격해 섬멸한다는 내용을 담고 있다. 주인공은 분대원으로써 교도소와 런던 시내의 상가 빌딩, 그린란드 등을 누비며 적과 맞서 싸우게 된다.

## 특징
1. 대부분의 FPS 게임이 분대장의 위치에서, 혹은 홀로 작전을 수행하는 것과 달리, 본 게임은 분대원의 시점에서 게임이 진행된다.
2. 조준사격 시에 도트사이트, 혹은 가늠자를 제외한 멀리있는 물체들이 흐리게 보이는 것을 구현하였다.
3. 분대원들과 방 안으로 돌입시에, 슬로우 모션이 발동된다.
4. M4를 사용할 때, M키를 누르면 도트사이트 장착 상태와, 스나이퍼 모드로 상호 변환할 수 있다.

## 총기
- 《SAS 시큐어 투모로우》에는 실제 SAS에서 사용하는 총기들과, 적군이 사용하는 총기를 포함해 약 10여종의 총기가 등장한다.

### 아군 총기
- 자동 소총 : M4 SOPMOD, H&K G36C
- 저격 소총 : L96A1,
- 기관단총 : H&K MP5 / MP5SD
- 산탄총 : 모스버그 500
- 권총 : SIG P226

### 적군 총기
- 자동 소총 : AKS-74U, FN FAL
- 기관단총 : PP-19 Bizon

-위 총기는 사살한 적군의 것을 탈취하여 사용할 수 있다.

-이외에도, G36C 등 아군과 동일한 총기를 들고 나오기도 한다.